# 閻循瑋
閻循瑋，又名閻俊霖，京劇藝名閻倫偉（復興劇校倫字科出身），台灣京劇演員、歌仔戲導演，國立復興劇藝實驗學校中國戲劇科（小學5年級到高中3年級8年1貫制，位在台灣台北市內湖區，是現在國立台灣戲曲學院京劇學系的前身）和台北中國文化大學戲劇學系中國戲劇組畢業，工淨行（大花臉；大花面；大面）中的武淨（架子花；架子花臉，以身段工架的展現為主的花面演員）。
曾任中華民國空軍大鵬劇隊、國立台灣戲曲學院京劇團（附設公營京劇團，不是京劇學生的實習劇團）團員，國立台灣戲曲學院京劇學系、歌仔戲學系兼任教師。
他曾任明華園劇團歌仔戲《濟公活佛》（許再添主弦，王清松打鼓，陳勝國編導）1劇的副導演；河洛劇團《殺豬狀元》（林鵬翔原著，陳建誠編曲，簡永福文場領班，洪堯進主弦，王清松打鼓，石文戶導演）、《天鵝宴》（陳道貴原著，陳建誠編曲，簡永福文場領班，洪堯進主弦，王清松打鼓，石文戶導演）、《皇帝秀才乞丐》（柯銘峰音樂指導，簡永福文場領班，洪堯進主弦，王清松打鼓，石文戶導演）3劇的執行導演（副導演）。
他曾參與演出諾貝爾文學獎得主高行健編劇、導演的京劇《八月雪》，出演裡面的「詩人」這個角色。
他的導演作品有《尪某情》（音樂設計柯銘峰、朱蔚嘉，鼓師陳申南，主弦柯銘峰，管樂莊家煜）、《馬賢伏龍》（音樂設計、主弦周以謙，鼓師朱作民，大廣弦、二胡柯銘峰）、《碧海情天》（音樂設計周以謙，主弦柯銘峰，鼓師朱作民）、《無毒有我》（《林則徐》，音樂設計、主弦周以謙，鼓師朱作民）、《三笑姻緣》（《唐伯虎點秋香》，音樂設計周以謙，鼓師朱作民）、《拐騙記》（音樂設計呂冠儀，鼓師朱作民，主弦柯銘峰）、《廉政公鼠》（音樂設計呂冠儀，主弦許鈞炫，鼓師莊步超）、歌仔戲現代戲（現代歌仔戲；時裝歌仔戲；歌仔戲時裝戲）《廖俠添丁》（月琴柯銘峰）等。